# Архипів (Овруцький район)
Архипів — колишній хутір у Покалівській волості Овруцького повіту Волинської губернії та Жолонській сільській раді Словечанського і Овруцького районів Коростенської та Волинської округ УСРР.

## Населення
В кінці 19 століття — 60 мешканців та 14 дворів.

## Історія
В кінці 19 століття — село Покалівської волості Овруцького повіту, за 16 верст від Овруча.
У 1923 році — хутір, увійшов до складу новоствореної Жолонської сільської ради (за іншими даними, числиться в раді станом на 17 грудня 1926 року), котра, від 7 березня 1923 року, стала частиною новоутвореного Словечанського району Коростенської округи. 25 січня 1926 року, в складі сільської ради, увійшов до Овруцького району Коростенської округи.
Станом на 1 жовтня 1941 року не перебуває на обліку населених пунктів.